# Farfisa

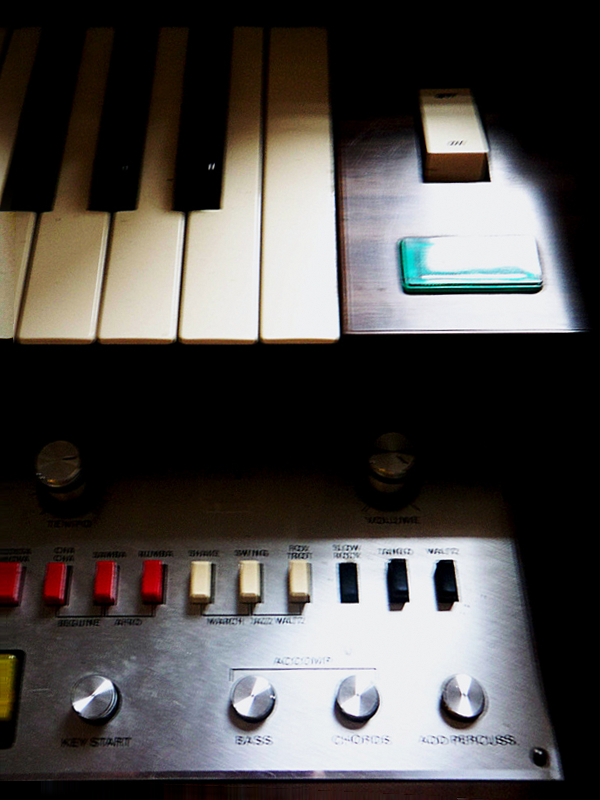
Farfisaorgel.

Farfisa, Fabbriche Riunite di Fisarmoniche, är en elektroniktillverkare med huvudkontor i Osimo på Italiens östkust. Företaget bildades 1946 genom en sammanslagning av de tre italienska dragspelstillverkarna Settimo Soprani, Scandalli och Frontalini och tillverkade på 1960- och 1970-talet kompakta elorglar och senare andra klaviaturinstrument. Instrumenten användes av bland annat Sam the Sham, Pink Floyd, Sly Stone, Blondie, Gyllene Tider  och the B-52's.
Bolagets första framgångsvåg avtog när Hammondorgeln på 1970-talet blev populär i rockmusiken, och företaget övergick till att tillverka elpianon och syntar vilket ledde till en kortlivade framgångar i slutet av 1970-talets new wave-rörelse, och de sista modellerna tillverkades 1982. Företaget har sedan dess tillverkat hemelektronik. Företaget Bontempi äger varumärket Farfisa för musikinstrument.